# Элкуд
Элкуд — правитель Хатры, который упоминается только лишь в единственной надписи. Он носит едва переводимый титул mry’ (господин). Это надгробная надпись его сына Prnhr. Надпись датируется, но чтение даты вызывает затруднения: скорее всего, это 155/156 год. Таким образом, Элкуд, вероятно, жил поколением раньше, так что можно говорить о том, что он правил около 120 года. Возможно, его сыном был его преемник Нашрихаб, а его предшественником, как кажется, был Ману.